# Tropario

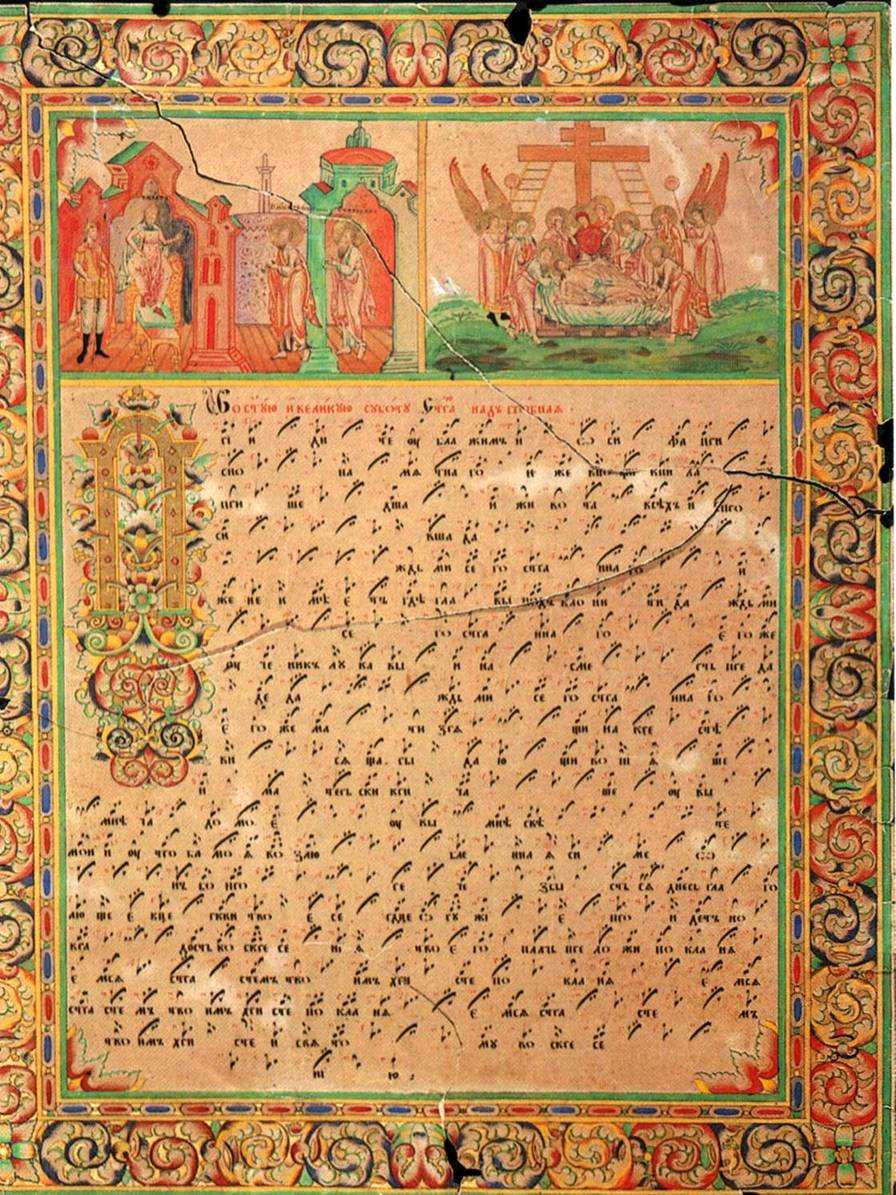
Un lubok Old Believer dibujado a mano con "notación de gancho y pancarta".

Un tropario o  troparion (en griego τροπάριον, plural: troparia, τροπάρια; en georgiano: ტროპარი, tropari; en eslavo eclesiástico: тропа́рь, tropar), en la música bizantina y en la música religiosa del cristianismo ortodoxo oriental es un himno corto de una estrofa u organizado en formas más complejas como series de estrofas.

## Significado más amplio
La palabra deriva probablemente de un diminutivo del griego tropos ('algo que se repite', 'manera', 'moda'), ya que la función más antigua del troparion era un estribillo durante la recitación de la cantica (odas bíblicas) y los salmos, por lo que el término se utilizaba como sinónimo de hypakoe. El sentido primitivo de troparion estaba relacionado con el himnario monástico Tropologion o Troparologion. De ahí que sus formas fueran múltiples, podían ser simples estrofas como apolytikia, theotokia, pero también poemas homiléticos más elaborados como stichera compuestos en hexámetros salmódicos (probablemente de stichos, "verso"), o en una métrica más compleja como las odas compuestas en ciclos llamados canon. Dado que estas Tropologia en su forma más primitiva se organizaban según los Octoechos, las troparia se cantaban siempre según un melos de uno de los ocho tonos utilizados en la tradición litúrgica oriental (Gr. echos, Sl. glas). En la actualidad, desde la redefinición de los Octoechos según el hyphos de Constantinopla, la forma monódica del canto ortodoxo distingue la troparia (apolytikia, theotokia, kontakia, etc. ), el heirmológico (relacionado con los himnos del Heirmologion), y el esticherárico melos (relacionado con los himnos del Sticherarion) según sus fórmulas modales y su tempo.

## Diferentes formas de tropario y su función ritual
En el uso casual y no calificado, troparion suele referirse al apolytikion' (griego: ἀπολυτίκιον), o "himno de despedida", un troparion que se canta cerca del final de las Vísperas y que establece el tema general de la jornada litúrgica, por lo que se denomina "troparion del día".  Se vuelve a cantar al comienzo de Maitines, se lee en cada una de las Pequeñas Horas y se canta en la Divina Liturgia tras la Pequeña Entrada Litúrgica.
Un troparion en honor a la Santísima Trinidad se llama Triadicón (griego: Τριαδικόν, eslavo: Troíchen). A menudo el penúltimo de una serie de troparia será un triadicón, normalmente precedido por: "Gloria al Padre, y al Hijo, y al Espíritu Santo". También hay Triádica especiales ("Himnos a la Trinidad") que se cantan después de Alleluia al comienzo de los Maitines en los días de la Gran Cuaresma, que difieren según el tono de la semana y el día de la semana.
Un troparion a la Madre de Dios (Theotokos) se llama un Theotokion (griego: Θεοτοκίον, eslavo: Bogorόdichen); plural: Theotokia (Θεοτοκία). Theotokia aparecerá a menudo al final de una serie de troparia, normalmente precedida por "Tanto ahora como siempre, y hasta los siglos de los siglos. Amén".  Si un Theotokion hace referencia a la Crucifixión de Jesús, se llama un stavrotheotokion (griego: σταυροθεοτοκίον, eslavo: krestobogoródichen).
Las estrofas de un Canon son troparia, al igual que los versos intercalados entre las Bienaventuranzas en la Divina Liturgia.

## Historia
Un ejemplo famoso, cuya existencia está atestiguada ya en el siglo IV, es el himno de Vísperas, Phos Hilaron, "Luz alegre"; otro, O Monogenes Yios , "Hijo Unigénito", atribuido a Justiniano I (527 - 565), aparece en la parte introductoria de la Divina Liturgia. Quizás el conjunto más antiguo de troparia de autoría conocida sea el del monje Auxentios (primera mitad del siglo V), mencionado en su biografía pero no conservado en ninguna orden de servicio bizantina posterior.
- Datos: Q919516